# II. Hori (alkirály)
Hori ókori egyiptomi tisztségviselő, Kús alkirálya volt a XX. dinasztia idején, III. Ramszesz, IV. Ramszesz és talán V. Ramszesz uralkodása alatt is. 
Családja Bubasztiszból származott. Apja, az idősebb Hori ugyanezt a pozíciót töltötte be az előző dinasztiabeli Sziptah fáraó uralkodásától egészen III. Ramszeszig. Horit Wentawat vagy Sziésze követte az alkirályi pozícióban; előbbi lehetséges, hogy a fia volt. Hori címei: „Kús alkirálya”, „Ámon-Ré arany földjeinek felügyelője”, „Királyi írnok”.
Buhen kormányzójával ábrázolják III. Ramszesz kártusa előtt egy ajtókereten. Számos graffitója maradt fenn az ottani templomban, valamint sziklafeliratai Naga-Abidiszben. Pár asszuáni graffito (Szehel szigetén és Szemnában) III. Ramszesszel említi együtt. Sírja Tell Basztában (Bubasztisz) van. A sírba égetett téglából épült folyosó vezet, melyből mindkét oldalon három, boltozatos kamra nyílik. A falak és a padló is égetett téglából készültek, talán hogy valamennyire védjenek a Delta-vidék nedvesebb levegője ellen. A falak felső része és a tető a gyakoribb vályogtéglából épült.

## Fordítás
- Ez a szócikk részben vagy egészben  a   Hori II (Viceroy of Kush) című angol Wikipédia-szócikk ezen változatának fordításán alapul.  Az eredeti cikk szerkesztőit annak laptörténete sorolja fel. Ez a jelzés csupán a megfogalmazás eredetét és a szerzői jogokat jelzi, nem szolgál a cikkben szereplő információk forrásmegjelöléseként.